# هنري خافيير هرنانديز
هنري خافيير هرنانديز (بالإسبانية: Henry Hernández) (14 مايو 1982 في كولومبيا - ) هو لاعب كرة قدم كولومبي في مركز الهجوم. لعب مع ديبورتيفو باستو وC.D. Heredia ‏ ونادي بيدا ويوفنتود ريتالتيكا ‏ ونادي إنفيغادو ولا إكويداد ‏ وBoyacá Chicó F.C. ‏ وكوكوتا ديبورتيفو ‏ وريال سانتاندير وأتليتيكو بوكارامانغا.

## وصلات خارجية
- هنري خافيير هرنانديز على موقع قاعدة بيانات كرة القدم.إي يو (الإنجليزية)
- هنري خافيير هرنانديز على موقع Soccerway.com (الإنجليزية)
- هنري خافيير هرنانديز على موقع AS.com (الإسبانية)